# シアノ酢酸
シアノ酢酸（シアノさくさん、Cyanoacetic acid）は、分子式C3H3NO2で表される有機化合物である。吸湿性をもつ白色固体であり、ニトリルとカルボン酸の2つの官能基を持っている。 接着剤の成分である、シアノアクリレートの前駆体として利用されている。
日本では毒物及び劇物取締法により、有機シアン化合物として劇物に指定されている。

## 合成法
クロロ酢酸のナトリウム塩とシアン化ナトリウムを反応させ、酸で処理することにより得る。また、二酸化炭素をアノード側、アセトニトリルをカソード側にした電気合成においても得ることができる。

## 性質
シアノ酢酸は、酢酸の2番炭素（カルボキシ基ではない炭素）に直結している水素のうちの1つが、シアノ基に置換された構造をしている。シアノ基は電子求引性基の1つであり、隣のカルボキシ基が電離してプロトンを手放した際に残る負電荷（電子）を分散させてくれる。このため酢酸イオンよりも、シアノ酢酸イオンの方が安定であり、シアノ酢酸の方が酸性度が数百倍高い。具体的には、25 ℃における酢酸のpKaが4.76なのに対して、同じ25 ℃におけるシアノ酢酸のpKaは2.45である。なお、160℃に加熱すると、脱炭酸が起きてアセトニトリルとなる。
{\displaystyle {\ce {C3H3NO2 -> C2H3N\ + CO2}}}

## 利用
シアノ酢酸は、様々な化合物の合成中間体として利用される。デキストロメトルファン、アミロライド、スルファジメトキシン、アロプリノールなど、様々な医薬品のビルディングブロックである。シアノアセチル化を行う際の試薬として利用されている。